# Département de Dimbokro
Le département de Dimbokro est un département de Côte d'Ivoire. 